# 中央人民政府交通部
中央人民政府交通部是根据1949年9月27日中国人民政治协商会议第一届全体会议通过的《中华人民共和国中央人民政府组织法》第十八条的规定，于1949年10月1日设置在中央人民政府政务院的一个部门。1954年9月，第一届全国人民代表大会第一次会议在北京召开，会议通过了《中华人民共和国宪法》和《中华人民共和国国务院组织法》，成立中华人民共和国国务院。根据国务院《关于设立、调整中央和地方国家机关及有关事项的通知》，中央人民政府交通部即告结束；国务院按照《国务院组织法》规定，将中央人民政府交通部改为中华人民共和国交通部，接替相关工作，成为国务院组成部门。

## 部门工作
按照相关规定，中央人民政府交通部在政务院财政经济委员会的指导下展开工作。中央人民政府交通部是在原有的华北人民政府交通部的基础上组建而成的。作为国家行政机构，中央人民政府交通部对全国范围内的水运、公路和民间交通运输工作进行统一领导和管理。

## 组织结构及历史
1949年设立时，中央人民政府交通部机关设置为秘书室和4处2局：
- 中央人民政府交通部
  - 秘书室
  - 人事处
  - 业务处
  - 工务处
  - 会计处
  - 华北公路运输总局
  - 华北航务总局：1949年4月1日成立。局长张文昂。

另外还有直属交通部管理的企业，主要包括：华北地区的5个汽车运输公司和1个建筑公司；北洋海运局、华东海运局、华南海运局、长江航运管理局。除此之外，其他港口、航运、企业事业单位等均委托各个地方政府代管。
1950年7月26日，中央人民政府政务院财经委员会颁布了《关于统一航务港务管理的指示》，决定交通部航务总局及各地港务局为全国统一的航务港务管理机构，在国内各重要港口，如天津、广州、上海、青岛、大连等地设立区港务局，统一负责港务的管理工作。为便于管理，决定天津、上海、广州、大连区港务局暂委托所在地市政府代管。 
经过2年的调整期，至1951年，中央人民政府交通部的组建工作基本完成。1951年7月，交通部根据第2次全国航务会议决定，撤销航务总局、人民轮船总公司，根据海河分治的原则，成立海运管理总局、河运管理总局，人民轮船总公司的海运业务并入海运管理总局，河运业务并入河运管理总局。交通部内部机构设置形成初步格局，在部内实行“职能司”和“专业总局”两级管理体制。机关设置为办公厅和8个厅局司级机关：
- 中央人民政府交通部
  - 办公厅
  - 计划司
  - 人事司
  - 公路总局
  - 海运管理总局 局长杨实人（江西高安人，北平中国大学肆业）副局长于眉（山东蓬莱人，北京大学肆业）、王寄一（中国农工民主党临时中央执行委员、曾任“中华海员总工会”秘书）[1][2]
    - 航政处

  - 河运管理总局
  - 航道工程总局
  - 运输局
  - 参事室
  - 中国海员总工会

1952年11月及1954年6月，中央人民政府先后决定，将原有的大行政区人民政府（或军政委员会）改为中央人民政府的代表机关，以及撤销大行政区行政机构，以加强中央集中统一的领导和加强中央人民政府的机构。在这前后1年多的时间里，中央人民政府交通部的内部机构设置先后调整，并在原有基础之上增设了财务司、供应局、技术委员会、业务司、劳动工资司、教育司和监察室等机构；同时，航道工程总局改为航务工程总局，河运管理总局改为内河航运管理总局。交通部直接进行管理的业务和直属的企业单位数量也随之增加：交通系统中，除公路运输和地方水运仍旧属于地方管理之外，其他的海运、海港、长江、珠江、黑龙江三大内河水系的航运均改由交通部直接管理。此外，中央人民政府交通部还有4个航务工程局（工程处）、7个公路工程局、8个船舶修造厂和20所院校。1953年初，在“一五计划”上马的背景下，为了加强以计划生产管理为中心的“政企合一，分级管理”的水运体制，各区港务局更名为区港务管理局。并由市政府代管改由交通部直接领导。1954年1月政务院通过了《中华人民共和国海港管理暂行条例》，从法规的形式，确立了港口的领导关系和管理体制，即港务局直属交通部海运总局管辖，在行政、业务、技术、财政上均受其统一领导，并受当地人民政府监督与指导。 

## 历任部长
- 章伯钧（1949年10月-1954年9月）

## 副部长
- 李运昌
- 季方（中国农工民主党，原苏北行署副主任）
- 张策（原中国共产党松江省委员会书记，1952年11月）
- 朱理治（原东北人民政府经济计划委员会副主任，1954年6月）
- 潘琪（现任中央人民政府交通部公路总局局长，1954年6月）
- 王首道（1952年4月任）